# ساشا فيليبنكو
ساشا فيليبينكو ((الروسية: Саша Филипенко) ؛ ولد في12 جويلية 1984 بمدينة مينسك في بيلاروسيا) هو كاتب بيلاروسي، فائز بالجائزة الروسية (روسكا بريميا). وهو مؤلف روايات الصليب الأحمر، الابن السابق، العودة لاوستروج، زاماسلي,. تُرجمت روايات ساشا فيليبينكو إلى الفرنسية والتشيكية والهنغارية والبولندية والإيطالية والإنجليزية والكرواتية والألمانية.

## سيرة ذاتية
ساشا فيليبينكو بيلاروسي الجنسية. ولد في مينسك. تخرج من ثانوية أهرمتشيك للفنون الجميلة.
عند دخوله التعليم العالي، استقر في روسيا في سانت بطرسبرغ أين تخرج من كلية الآداب بجامعة سانت بطرسبرغ الحكومية عام 2007 وحصل على شهادة في القضاء عام 2009.
من عام 2009 إلى عام 2011، عمل في Pervi Kanal، حيث كتب سيناريوهات لبرامج Projectorparisilton وMoult litchnosti وSaturday Live.
ثم التحق بقناة دوجد التلفزيونية الروسية. يدير المشروع التلفزيوني Vetcherni Guerassimets وفي المنزل ! (مع Pavel Lobkov [الإنجليزية]).
في عام 2014، صنفت مجلة GQ ساشا فيليبينكو ضمن اكتشافات العام. في عام 2016، عرضته مجلة Собака.ру في فئة الأدب. في نفس العام 2016، أصبح أحد المرشحين لجائزة Bolshaya Kniga.
فيليبينكو يكتب باللغتين الروسية والبيلاروسية. يتعاون مع المجلات الأدبية في سانت بطرسبرغ وموسكو.

## مؤلفات
- الابن من قبل (Бывший сын)، 2014
- زاميسلي (Замыслы)، 2015
- The Hunt (Травля)، 2016
- الصليب الأحمر (Красный крест)، 2017
- العودة إلى Ostrog (Возвращение в Острог)، 2019

المجموعات
- الطيور الخفيفة (Птицы легкого поведения ؛ тушкі лёгкіх паводзінаў)، 2013
- «الكلب بت بيتيا» لمختارات الكادر. حنين، 2015

## الجوائز
- 2011: دبلوم المستوى الأول من نادي القلم البيلاروسي.
- 2014: Prix russe [الإنجليزية]. دبلوم المستوى الأول في فئة النثر عن روايته الابن السابق.
- 2014: جائزة مجلة زنامية السنوية.[12]
- 2016: جائزة سنوب: صنع في روسيا (Sdelano v Rossi).[13]

## مقابلة
- في روسيا لست كاتبًا روسيًا وفي بيلاروسيا لست كاتبًا بيلاروسيًا نسخة محفوظة 30 سبتمبر 2022 على موقع واي باك مشين.  [[منتخب  لاتحاد الرغبي|]]
- نهاية سعيدة كما في شكسبير  [[منتخب  لاتحاد الرغبي|]] Хеппи-энд، как у Шекспира، 2016